# Canal de Lissewege

Le canal de Lissewege (en néerlandais Lisseweegs Vaartje) est un petit canal de Belgique passant à Lissewege en province de Flandre-Occidentale. Le canal tire son origine dans une ancienne voie d'eau navigable reliant la ville de Bruges à la mer du Nord. Le canal passe en plein centre de Lissewege où l'on retrouve trois ponts en pierres (Tiendebrug, le Heulebrug et le Roelandsbrug).

## Histoire
Le cours d'eau entre Lissewege et la mer s'appelait "olievliet". Entre l'abbaye Ter Doest et Bruges il y avait déjà un petit canal appelé "Lissewegeree". Au début du XIIIe siècle un nouveau canal a été creusé pour les rejoindre. Le canal fut d'abord utilisé pour amener la pierre bleue de Tournai nécessaire à la construction de l'abbaye et de l'église. Ensuite, il fut utilisé comme voie commerciale vers Bruges.

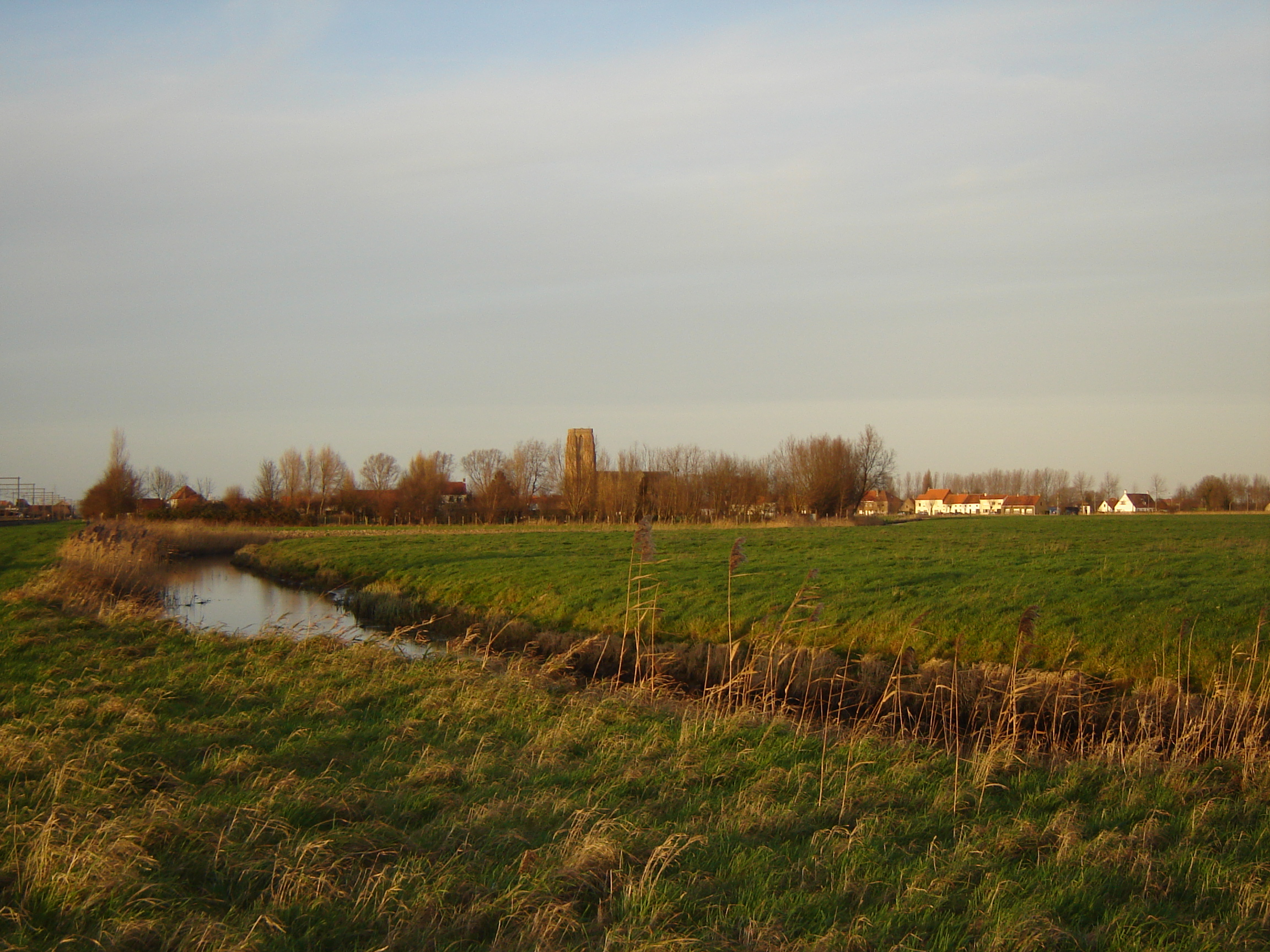
Lissewege et son canal.
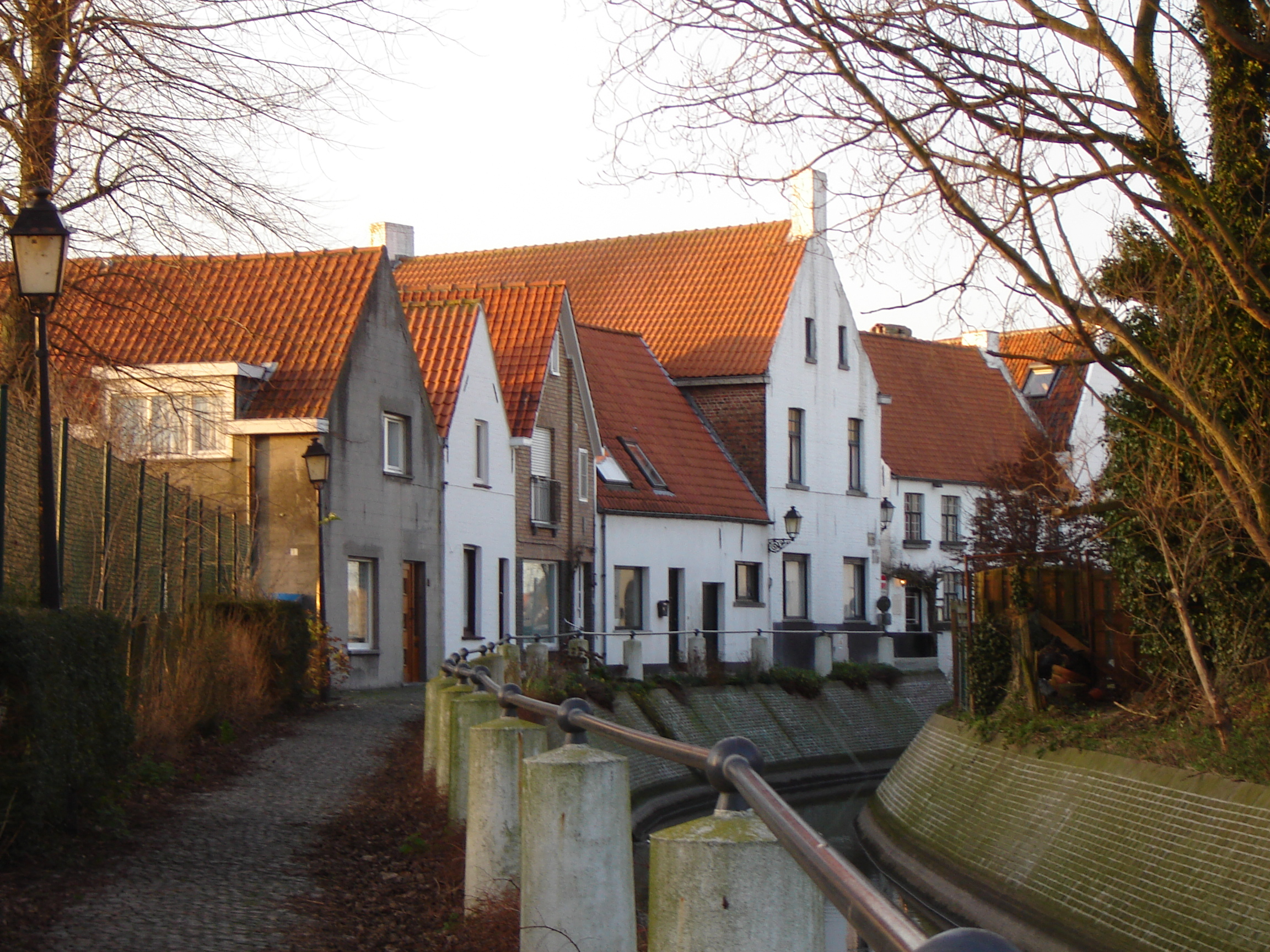
Le canal dans le centre de Lissewege.
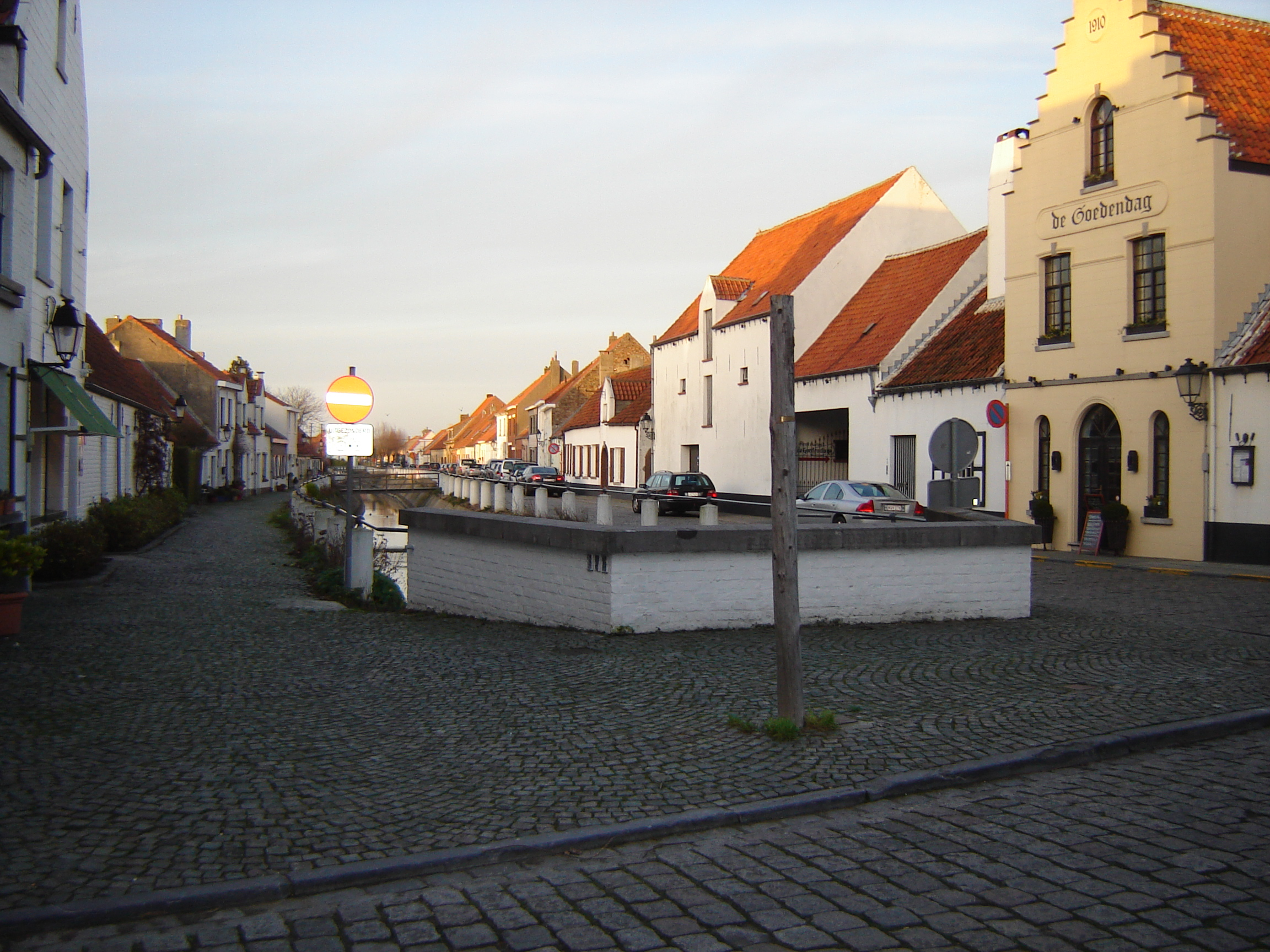
Le canal dans la rue Lisseweegs Vaartje.